# Pseudosterrha gayneri
Pseudosterrha gayneri är en fjärilsart som beskrevs av Rothschild 1901. Pseudosterrha gayneri ingår i släktet Pseudosterrha och familjen mätare. Inga underarter finns listade.